# Станоевич, Станое
Станое Станоевич (серб. Станоје Станојевић, Stanoje Stanojević) (24 (12) 8 1874, Нови-Сад — 30 июля 1937, Вена) — сербский историк-медиевист, член Сербской королевской АН (1933).

## Биография
Окончил Венский университет (1896), обучался также в Германии (1895, 1900) и России (1897—1898).
С 1900 года — доцент, с 1903 года — профессор сербской истории в Великой школе Белграда.
Участник балканских войн и Первой мировой войны.
Член сербской делегации на Парижской мирной конференции.
С 1927 года — председатель Югославского исторического общества.

## Научное наследие
Автор работ по средневековой истории Сербии, проникнутых великосербской идеей.
Главный редактор «Народна енциклопедиjа српско-хрватско-словеначка» (Књ. 1—4. Загреб, 1925—1929).

### Труды
- Византиjа и Срби. — Књ. 1—2. — Нови Сад, 1903—1906.
- Истopиja српскога народа. — 3 изд. — Београд, 1926.
- Историjа српског народа у средoeем веку. — Т. 1, књ. 1. — Београд, 1937.
- Istorija srpskog naroda. — Beograd, 2009.